# Папакін Георгій Володимирович
Георгій Володимирович Папакін (нар. 20 травня 1953, Київ) — український історик, архівіст, джерелознавець, археограф, доктор історичних наук, директор Інституту української археографії та джерелознавства імені М. С. Грушевського НАН України.

## Біографія
Георгій Папакін народився 20 травня 1953 року в м. Києві. 1971 року закінчив середню школу № 36 у м. Горькому (нині Нижній Новгород), РФ. 1975 року закінчив Горьківський державний університет імені М. І. Лобачевського (нині Нижньогородський державний університет імені М. І. Лобачевського) за спеціальністю історик, викладач історії та суспільствознавства. По закінченні університету рік працював учителем історії в Афанасіївській середній школі Афанасіївського району Кіровської області РФ.
З 1976 року працював у системі Головного архівного управління України (Центральний державний архів вищих органів влади — ст. хранитель фондів, ст. наук. співробітник, зав. архівосховищем), з 1980 — в Головному архівному управлінні України, з 1993 — начальник відділу; з 2000 по 2008 роки — начальник відділу, управління Державного комітету архівів України. Квітень 2008 — березень 2011 — начальник відділу архівування документів Українського інституту національної пам'яті. Державний службовець 5-го рангу.
У 1995 році в Інституті української археографії та джерелознавства імені М. С. Грушевського захистив дисертацію на здобуття наукового ступеня кандидата історичних наук «Археографічна комісія Центрального архівного управління УСРР: історія створення і науковий доробок (1928—1934)» за спеціальністю 07.00.06 — історіографія, джерелознавство та спеціальні історичні дисципліни. 2005 року в Національній бібліотеці України імені В. І. Вернадського захистив докторську дисертацію за спеціальністю 07.00.10 — документознавство, архівознавство за темою «Приватні архіви української родової еліти в національній історії другої половини XVII—XX ст. (на прикладі архівної спадщини роду Скоропадських)».
З квітня 2011 по червень 2013 року — старший науковий співробітник відділу спеціальних галузей історичної науки та електронних ресурсів Інституту історії України НАН України. З червня 2013 року — професор, завідувач кафедри документознавства та управління соціальними комунікаціями Національної академії керівних кадрів культури і мистецтва, за сумісництвом — старший науковий співробітник відділу спеціальних галузей історичної науки та електронних ресурсів Інституту історії України НАН України. У грудні 2013 року призначений виконуючим обов'язки директора, 2014 р. — обраний директором Інституту української археографії та джерелознавства ім. М. С. Грушевського НАН України.
З 1992 року — член колегії Головного архівного управління при Кабінеті Міністрів України. Упродовж 1997—2000 років був експертом Ради Європи з міжнародної програми «Відновлення Пам'яті Польщі», у 1998 році організував і провів II Міжнародну наукову конференцію «Гетьман Павло Скоропадський і Українська держава 1918 р.». У 2003 році був секретарем урядового комітету з відзначення 130-ліття з дня народження Павла Скоропадського. Протягом 2001—2004 років — член Комітету Міжнародної ради архівів з правових питань.
У 2003 році читав курс спеціального архівознавства для магістрів гуманітарного факультету Києво-Могилянської академії. 2005—2013 роках викладав у Національній академії керівних кадрів культури і мистецтва (професор кафедри документних комунікацій, пізніше — документознавства та управління соціальними комунікаціями).
Член редколегії всіх довідників та путівників архівних установ, що вийшли друком у 2000—2009 роках. Член Головної редакційної колегії науково-документальної серії книг «Реабілітовані історією». Голова та член редколегій часописів Український археографічний щорічник, «Наукові Записки» (Інституту української археографії та джерелознавства імені М. С. Грушевського НАН України), «Folium», «Славістична збірка», «Наш Крим», «Софія Київська: Візантія, Русь, Україна», «Архіви України».
Ст. науковий співробітник (2014), Заслужений діяч культури України (2003).
Сфера наукових інтересів: археографія, джерелознавство, архівознавство, біографістика, історія державних установ (інституцієзнавство) України.

## Основні праці
Окремі видання
- Папакин Г. От марта до сентября. Штрихи к портрету Александры Коллонтай. — К.: Изд-во полит. лит-ры Украины. — 1989. — 222 с.
- Вовк О., Папакін Г., Яцишин З. Фонди з історії Української Повстанської Армії в державних архівосховищах України. — Вип. 1. Анотований покажчик фондів УПА (1942—1946). — К., 1999. — 62 с.
- Папакін Г. Фонди з історії УПА у державних архівосховищах України (1941—1957). Вип. 2. — Анотований покажчик фондів партійних органів УРСР, в яких відбилася боротьба з УПА. — К., 2000. — 48 с.
- Папакін Г. Павло Скоропадський: патріот, державотворець, людина: Історико-архівні нарис. — К., 2003. — 282 с.
- Папакін Г. Архів Скоропадських: фамільні архіви української еліти др. пол. XVII–ХХ ст. та архівна спадщина роду Скоропадських. — К., 2004. — 420 с.
- Папакін Г. Історія державних установ України. Урядуючі інституції ІХ — початку ХХ ст.: Лекції. — К.: Інститут історії України НАН України, 2010. — 240 с.
- Папакін Г. Українські визвольні змагання 1939—1956: джерельний контент. — Вип. 1: Проблеми класифікації й змісту джерел повстанського та радянського походження / Відп. ред. Г. Боряк. НАН України. Інститут історії України. — К.: Інститут історії України, 2012. — 358 с.
- Папакін Г. «Чорна дошка»: антиселянські репресії (1932—1933) / Відп. ред. Г. Боряк. НАН України. Інститут історії України. — К.: Інститут історії України НАН України, 2013. — 420 с.
- Папакін Г. Донбас на «чорній дошці»: 1932—1933 / Відп. ред. Г. Боряк. НАН України. Інститут історії України. — К.: Інститут історії України НАН України, 2014. — 44 с.

Статті у збірниках, розділи у колективних працях
- Папакин Г. Книга и жизнь // Антонов-Овсеенко В. А. В семнадцатом году. — К.: Изд-во «Україна», 1991. — С. 5–19.
- Папакін Г. Гетьман Павло Скоропадський: штрихи до портрету // Гетьман Павло Скоропадський. Спомини. — К.: Україна, 1992. — С. 3–9.
- Папакін Г. Доля архівної спадщини Скоропадських у сховищах України // Останній гетьман. Ювілейний збірник пам'яті Павла Скоропадського (1873—1945). — К.: Академпрес, 1993. — С. 198—246.
- Папакін Г. Питання єдності церков у державницькій діяльності гетьмана П. Скоропадського (1918—1945) // «Берестя — 1596» в історичній долі українства: Матеріали Всеукраїнської науково-богословської конференції (Тернопіль, 29–30 листопада 1996 р.). — Тернопіль, 1996. — С. 65–79.
- Папакін Г. Постать Богдана Хмельницького в історико-політичній концепції Вячеслава Липинського // Матеріали Міжнародної наукової конференції, присвяченої 400-річчю від дня народження Великого Гетьмана (Київ, 24–25 жовтня 1995 р.). — К., 1996. — С. 184—188.
- Папакін Г. Досвід Археографічної комісії ЦАУ УСРР та перспективи його використання в сучасній видавничій роботі архівних установ // Актуальні проблеми розвитку архівної справи в Україні / Доповіді та повідомлення наукової конференції 15–16 березня 1995 р. — К., 1996. — С. 65–79.
- Папакін Г. Традиції Київської археографічної комісії у діяльності Археографічної комісії Укрцентрархіву // Матеріали ювілейної конференції, присвяченої 150-річчю Київської археографічної комісії (Київ, Седнів, 18–21 жовтня 1993 р.). — К., 1997. — С. 123—136.
- Папакін Г. Державотворча спадщина Центральної Ради і становлення Української гетьманської держави 1918 р. // Центральна Рада і український державотворчий процес: Матеріали наук. конференції (Київ, 20 березня 1997 р.). — К., 1997. — С. 85–97.
- Папакін Г. Державотворча спадщина Центральної Ради і становлення Української гетьманської держави 1918 р. (до формулювання питання) // Історія в школах України. — 1997. — № 2. — С. 14–20.
- Папакін Г. Павло Скоропадський та архівна справа в Українській Державі 1918 р. — до постановки проблеми / Українське архівознавство: Історія, сучасний стан і перспективи: Наук. доповіді Всеукраїнської конференції (Київ, 19–20 листопада 1996 р.). — Ч. ІІ. — К., 1997. — С. 118—123.
- Папакін Г. Павло Скоропадський та українська національна церква у першій половині ХХ ст. // Ідея національної церкви в Україні: Матеріали Всеукраїнської науково-практичної конференції 17–18 жовтня 1997 р. — Тернопіль, 1997. — С. 93–101.
- Папакін Г. Павло Скоропадський як діяч архівної справи (до правомірності формулювання питання) // Архівна та бібліотечна справа доби визвольних змагань (1917—1921): Зб. наук. праць. — К., 1998. — С. 166—184.
- Папакин Г. История, современное состояние и перспективы использования документов частных коллекций и архивов религиозных конфессий государственной и негосударственной части НАФ Украины // The Private Archives and Archival materials in Central and East European Countries: Materials of International Conference (Modralin, Oct. 8–11, 1998). — Warszawa, 1999. — S. 171—180.
- Папакін Г. Павло Скоропадський і Фінляндія на початку ХХ ст. (До історії зв'язків майбутнього гетьмана України з фінами та Фінляндією) // Україна — Фінляндія: Зб. наук. статей. — К., 1999. — С. 27–42.
- Папакин Г. Доступ к историческим документам в научных и генеалогических целях: юридические аспекты и опыт Украины // Accessibility of Archival Materials in Compliance with the Law and General Practices of the State of Central and East European Countries. (Modralin, Oct. 15–16, 1999). — Warszawa, 2000. — S. 179—183.
- Папакін Г. Архіви та архівна справа в Україні 1917—1920-х рр. // Нариси історії архівної справи в Україні: Навч. посібник для студ. іст. фак. вищих навч. закл. / Ред. І. Матяш, К. Климова. — К.: КМ Академія, 2002. — С. 390—398.
- Папакін Г. Діяльність Археографічної комісії ЦАУ // Нариси історії архівної справи в Україні: Навч. посібник для студ. іст. фак. вищих навч. закл. / Ред. І. Матяш, К. Климова. — К.: КМ Академія, 2002. — С. 337—366.
- Папакін Г. «Архив русской революции» // Енциклопедія історії України : у 10 т. / редкол.: В. А. Смолій (голова) та ін. ; Інститут історії України НАН України. — К. : Наукова думка, 2003. — Т. 1 : А — В. — С. 138—139. — ISBN 966-00-0734-5.
- Папакін Г. Роль Павла Скоропадського у державотворчих процесах доби національно-визвольної боротьби 1917—1921 рр. // Десять років незалежності України: минуле і сучасне державотворення: Наук. зб. / Під ред. В. Смолія, О. Реєнта, Ю. Терещенка та ін. — К., 2003. — С. 112—130.
- Папакін Г. Михайло Грушевський і Павло Скоропадський // Визначні особистості в історії України: у 2 ч. / Упоряд. Т. Ковтунович. — К.: Ред. загальнопед. газ., 2004. — Ч. 2. — С. 83–92.
- Папакін Г. Єдиний державний архівний фонд УСРР/УРСР // Енциклопедія історії України : у 10 т. / редкол.: В. А. Смолій (голова) та ін. ; Інститут історії України НАН України. — К. : Наукова думка, 2005. — Т. 3 : Е — Й. — С. 107—109. — ISBN 966-00-0610-1.
- Папакин Г. Участие Украины в международных и региональных программах сохранения культурного наследия: опыт и перспективы // Программа ЮНЕСКО «Память мира»: деятельность библиотек, архивов, музеев по сохранению документального наследия: Материалы международной конференции (Нац. библиотека Беларуси, 30 ноября — 1 декабря 2006 г.). — Минск: «Классико-принт», 2007. — С. 22–27.
- Папакін Г. Павло Скоропадський і державотворчі процеси доби Української революції 1917—1921 років // Науково-документальна збірка до 90-річчя запровадження державної служби в Україні. — К.: Центр сприяння інституційному розвитку державної служби, 2008. — С. 15–32.
- Папакін Г. Українізація 34-го корпусу: за наказом Л.Корнілова чи за покликом душі? (за новими джерелами) // Гетьманат Павла Скоропадського: історія, постаті, контроверсії: Всеукраїнська наукова конференція, 19–20 травня 2008 р. / Укр. ін-т нац. пам'яті, Ін-т історії України НАН України. — К.: Видавництво імені Олени Теліги, 2008. — С. 223—239.
- Уряди Центральної Ради, Української Держави, Української Народної Республіки доби Директорії, Західноукраїнської Народної Республіки, Криму, Карпатської України / Упорядн. Г. Папакін; За заг. ред. Н. К. Дніпренко. — К.: ТОВ «Вістка», 2008. — 64 с.
- Папакін Г. Археографія // Спеціальні історичні дисципліни: Довідник. Навч. посібник для студентів вищих навчальних закладів. / І. Н. Войцехівська (кер. авт. кол.), В. В. Томазов, М. Ф. Дмитрієнко та ін. — К.: «Либідь», 2008. — С. 22–29.
- Боряк Г. В., Лісунова Н. І., Папакін Г. В. Голодомор в Україні 1932—1933: реєстр архівних документів, опублікованих у 1990—2007 рр. // Національна книга пам'яті жертв голодомору 1932—1933 pp. в Україні. — К.: Видавництво імені Олени Теліги, 2008. — С. 421—423, 424—532.
- Папакін Г. «Чорні дошки» як знаряддя радянського геноциду в Україні в 1932—1933 роках // Голодомор 1932—1933 років в Україні: причини, демографічні наслідки, правова оцінка: Матеріали міжнар. наук. конференції, К., 25–26 вересня 2008 р. / Укр. ін-т нац. пам'яті. — К.: Академія, 2009. — С. 59–87.
- Папакін Г. Використання архівної інформації. Архівна евристика. Архівний маркетинг // Архівознавство: Підручник для студ. іст. фак-тів вищ. навч. закладів / ред.: Я. Калакура, І. Матяш. — 2-ге вид., випр. і доп.: Академія, 2009. — С. 277—298.
- Папакін Г. Історичні джерела про подвиг Героїв Крут // Герої Крут: Трагічні події 29 січня 1918 р. та вшанування пам'яті (до 91-ї річниці подій) / Документи. Фотодокументи. Публікації преси. — К.: УІНП, «Українські інформаційні технології», 2009. (електронне видання).
- Папакін Г. Концептуальні засади розробки документальної частини академічного проекту «Історія державної служби в Україні» // Державна служба України в історичному контексті: проблеми становлення та розвитку: зб. тестів виступів на наук. — практ. конференції (Київ, 18 листопада 2008 р. — К.: Центр адаптації державної служби до стандартів Європейського Союзу, 2009. — С. 23–29.
- Боряк Г. В., Папакін Г. В. Державна служба в Україні крізь віки: Норми закону. Практика. Життєві колізії (від упорядників) // Історія державної служби в Україні: у 5 томах / Відп. ред. Т. В. Мотренко, В. А. Смолій; упорядники: Г. В. Боряк (кер. кол. упоряд.), Л. Я. Демченко, Ю. А. Мицик та ін.; Голов. упр. держ. служби України; Ін-т історії України НАН України. — К.: Ніка-Центр, 2009. — Т. 3: Документи і матеріали. V ст. до н. е. — 1774 р. — С. 7–25.
- Папакін Г. Джерела з історії українських визвольних змагань 1939—1956 років в архівах України: специфіка, стан і перспективи дослідження // Українська повстанська армія інакше (в літературі, мистецтві, культурі) Ukrajinská povstalecká armáda jinak (v literatuře, umění a kultuře) / Упорядн. А. Лукачова. — Прага: Національна бібліотека Чеської Республіки–Слов'янська бібліотека, РУТА — громадське об'єднання, 2011. — С. 107—126.
- Папакін Г. Правила публікації архівних документів // Енциклопедія історії України : у 10 т. / редкол.: В. А. Смолій (голова) та ін. ; Інститут історії України НАН України. — К. : Наукова думка, 2011. — Т. 8 : Па — Прик. — С. 477—479. — ISBN 978-966-00-1142-7.
- Папакін Г. Павло Петрович Скоропадський // Енциклопедія історії України : у 10 т. / редкол.: В. А. Смолій (голова) та ін. ; Інститут історії України НАН України. — К. : Наукова думка, 2012. — Т. 9 : Прил — С. — С. 614—616. — ISBN 978-966-00-1290-5.
- Папакін Г. Джерела до історії «Великого терору»: проблеми класифікації // Політичні репресії в Українській РСР 1937—1938 рр.: дослідницькі рефлексії та інтерпретації. До 75-річчя «Великого терору» в СРСР: Матеріали Всеукраїнської наукової конференції, м. Київ, 15 березня 2012 р. / Упорядн.: О. Г. Бажан, Р. Ю. Подкур. — К.: Інститут історії України, 2013. — С. 13–28.
- Папакин Г. Режим «черной доски» в сталинских репрессиях 1932—1933 гг. против наций и народностей в регионах товарного земледелия СССР // Советские нации и национальная политика в 1920–1950-е годы. Материалы VI Международной научной конференции, Киев, 10–12 октября 2013 г. — М.: РОССПЄН, 2014. — С. 212—221.
- Папакін Г. Змагання за українську корону у XVIII ст.: перші претенденти / Г. Папакін // Ранньомодерна Україна на перехресті цивілізацій, держав та регіонів / Відп. ред. В. Смолій. — К.: Інститут історії України НАН України, 2014. — С. 120—129.
- Папакін Г. Доля російської археографії в Україні (до постановки проблеми на прикладі ХІХ ст.) // Київська археографічна комісія в історії українського національного відродження. Зб. наук. праць за матеріалами Всеукраїнської науково-практичної конференції, присвяченої 200-річчю від дня народження Тараса Шевченка (м. Київ, 9 жовтня 2014 р.). — К., 2015. — С. 7–14.
- Папакін Г. Джерела кримської історії: до концепції «Кримського дипломатарію» // Наш Крим. — Вип. 1: Збірка статей за матеріалами Першої міжнародної наукової конференції «Крим в історії України». К., 2015. — С. 9–18.

Статті у журналах та виданнях, що продовжуються
- Папакін Г., Папакіна Т. Архівні джерела про роботу агітпоїзда імені В. І. Леніна на Україні в 1919 р. // Архіви України. — 1981. — № 4. — С. 18–21.
- Овсієнко В., Папакін Г. Діяльність Артема (Ф. А. Сергєєва) на Україні (за документами ЦДІА УРСР у м. Києві та ЦДАЖР УРСР) // Архіви України. — 1983. — № 2. — С. 52–56.
- Папакин Г. Украинский Наркомсовпроп // Вопросы истории. — 1984. — № 4. — С. 73–83.
- Папакін Г. Документи ЦДАЖР УСРС про створення і діяльність Народного комісаріата радянської пропаганди УСРР у 1919 р. // Архіви України. — 1984. — № 5. — С. 63–67.
- Папакін Г. Нові документи про діяльність О. М. Коллонтай на Україні (лютий–вересень 1919 р.) // Архіви України. — 1986. — № 5. — С. 50–55.
- Папакін Г. Архівні джерела про вшанування пам'яті Т. Г. Шевченка у 1919 році // Архіви України. — 1989. — № 1. — С. 9–13.
- Папакін Г. Гортаючи сторінки «Архива русской революции» // Архіви України. — 1991. — № 4. — С. 51–54.
- Papakin H. The Practicalities of Genealogical Research in Ukraine // Avotaynu. The international Review of Jewish Genealogy. — Vol. X, number 4. — Winter 1994. — P. 3–4.
- Папакін Г. Колекція мікрофільмів з Національного архіву Канади // Архіви України. — 1995. — № 4–6. — С. 184—188.
- Папакін Г. Розробка теоретичних питань української археографії у діяльності Археографічної комісії ЦАУ УСРР (1929—1930) // Студії з архівної справи та документознавства. — 1996. — Т. 1. — С. 53–61.
- Папакін Г. Документи архівосховищ Російської Федерації про М. С. Грушевського // Архіви України. — 1996. — № 1–3. — С. 87–91.
- Папакін Г. Українська гетьманська держава 1918 р. та Павло Скоропадський // Наукові записки Тернопільського педуніверситету. Серія: Історія. — Вип. IV. — Тернопіль, 1997. — С. 115—122.
- Папакин Г. Павел Петрович Скоропадский // Вопросы истории. — Москва, 1997. — № 9. — С. 61–81.
- Папакін Г. ІІ Міжнародна наукова конференція «Гетьман Павло Скоропадський та Українська Держава 1918 р.» // Архіви України. — 1998. — № 1–6. — С. 139—141.
- Папакін Г. Теоретичні питання української археографії у діяльності Археографічної комісії ЦАУ УСРР (1929—1930) // Студії з архівної справи та документознавства. — 1998. — Т. 3. — С. 72–77.
- Папакін Г. Архів, архівний документ у житті Павла Скоропадського // Архівознавство, археографія, джерелознавство: Міжвідомчий зб. наук. праць. — Вип. 1: Архів і особа. — К., 1999. — С. 122—134.
- Папакін Г. Закарпатська проблема в архівній спадщині Павла Скоропадського (20-ті — початок 40-х років) // Студії з архівної справи та документознавства. — К., 1999. — Т. 4. — С. 142—149.
- Папакін Г. Павло Скоропадський: Постать на тлі історії // Студії з архівної справи та документознавства. — К., 1999. — Т. 5: Гетьман Павло Скоропадський та Українська Держава 1918 р. — С. 14–20.
- Папакін Г. Доля національної еліти України та Фінляндії на зламі епох: Павло Скоропадський і Карл Густав Маннергейм // Етнічна історія народів Європи: Україна та Фінляндія: західні та східні впливи на історичний та культурний розвиток: Зб. наук. праць. — Вип. 5. — К., 2000. — С. 53–58.
- Папакін Г. Проблеми збереження і користування фамільними архівними фондами (на прикладі фонду Скоропадських) // Студії з архівної справи та документознавства. — К., 2000. — Т. 6. — С. 32–37.
- Папакін Г. До питання опрацювання джерельної бази дослідження українських визвольних змагань 1939—1956 рр. // Архіви України. — 2000. — № 1–3. — С. 15–21.
- Папакін Г. Створення фамільного архіву Скоропадських: доробок Павла Скоропадського // Рукописна та книжкова спадщина України. — К., 2000. — Вип. 6. — С. 97–110.
- Папакін Г. Загальний міжнародний стандарт архівного описування ISAD(G) та перспективи його впровадження в Україні (на прикладі фамільного фонду Скоропадських ЦДІАК) // Архіви України. — 2001. — № 4–5. — С. 3–24.
- Папакін Г. Церковні фонди християнських конфесій у складі Національного архівного фонду України: структура, зміст, історія надходження // Студії з архівної справи та документознавства. — 2001. — Т. 7. — С. 5–13.
- Папакін Г. Михайло Грушевський і Павло Скоропадський: начерк історії особистих стосунків // Архівознавство, археографія, джерелознавство: Міжвідомчий зб. наук. праць. — Вип. 4: Студії на пошану Р. Пирога. — К., 2001. — С. 135—145.
- Папакін Г. Щоденники Павла та Олександри Скоропадських 1904—1917 рр.: історія ведення, зберігання, зникнення; спроба реконструкції // Архівознавство, археографія, джерелознавство: Міжвідомчий зб. наук. праць. — Вип. 3: Джерелознавчі дисципліни. — К., 2001. — С. 433—446.
- Папакін Г. Засновники роду Скоропадських (архівно-генеалогічна і геральдична розвідка) // Студії з архівної справи та документознавства. — К., 2002. — Т. 8. — С. 87–95.
- Папакин Г. «…мы пойдем по пути всевозможных социальных экспериментов». Февральская революция 1917 г. в семейной переписке П. П. Скоропадского // Исторический архив. — Москва, 2002. — № 4. — С. 70–91.
- Папакін Г. Листи з 1917 р.: Кореспонденція Павла Скоропадського часів Лютневої революції в Росії // Архіви України. — 2002. — № 1–3. — С. 81–111.
- Папакін Г. Фамільні архіви української еліти: склад, зміст, доля у ХІХ ст. // Архівознавство, археографія, джерелознавство: Міжвідомчий зб. наук. праць. — Вип. 6. — К., 2003. — С. 28–52.
- Папакін Г. Питання віри та церкви в архівній спадщині Павла Скоропадського // Гуманітарний Seminarium: науково-практичний щорічник. — № 1. — Університетське видавництво «Пульсари», 2003. — С. 179—192.
- Боряк Г., Папакін Г. Архіви України і виклики сучасного суспільства: штрихи до колективного портрету користувача архівної інформації // Архіви України. — 2003. — № 1–3. — С. 48–52.
- Папакін Г. Фамільні архіви української лівобережної шляхти у XVII і XVIII ст. та збірка Скоропадських // Рукописна та книжкова спадщина України. — К., 2003. — Вип. 8. — С. 28–57.
- Папакін Г. Архіви родини Скоропадських у першій чверті XVIII ст. // Студії з архівної справи та документознавства. — Т. 11. — К., 2004. — С. 25–42.
- Папакін Г. Дослідження витоків української археографії (Журба О. І. Становлення української археографії: люди, ідеї, інституції. — Дніпропетровськ: Вид. Дніпропетровського університету, 2003. — 316 с.) // Архіви України. — 2004. — № 4–6. — С. 223—230.
- Папакін Г. Фамільні архіви української еліти: Питання камерально-археографічного та едиційного опрацювання // Архіви України. — 2004. — № 1–2. — С. 34–81.
- Папакін Г. Переміщені архіви — спадщина поділеного світу // Архіви України. — 2004. — № 3. — С. 87–89.
- Папакін Г. «Озернянський архів» — нові джерела до історії українського руху Опору // Архіви України. — 2005. — № 1–3. — С. 513—515.
- Папакін Г. Розвиток архівознавства і документознавства в Національній Академії наук України: науково-інформаційна та едиційна діяльність Інституту рукопису та Інституту архівознавства Національної бібліотеки України імені В. І. Вернадського (1992—2005) // Архіви України. — 2005. — № 5–6. — С. 23–31.
- Папакін Г. Господарська, громадська та благодійницька діяльність роду Скоропадських у документах фамільного архіву (др. пол. ХІХ — поч. ХХ ст. // Сіверянський літопис. — 2006. — № 2. — С. 41–51.
- Папакін Г. Невідомий щоденник Павла Скоропадського періоду російсько-японської війни 1904—1905 років // Архіви України. — 2006. — № 1–6. — С. 412—416.
- Папакін Г. Новітня англомовна інтелектуальна біографія Михайла Грушевського (Plokhy Serhii. Unmaking imperial Russia: Mykhailo Hrushevsky and the writing of Ukrainian History. — Toronto; Buffalo; London: University of Toronto Press Incjrh., 2005. — 614 p.) // Пам'ятки: Археографічний щорічник. — Т. 7. — К., 2007. — С. 387—393.
- Папакін Г. Досвід і перспективи участи України у міжнародних та регіональних програмах збереження культурної спадщини (архівний контекст) // Бібліотекознавство. Документознавство. Інформологія: наук. журнал. — К.: ДАКККіМ. — 2007. — № 3. С. 6–11.
- Папакін Г. Архіви України в міжнародних та міжрегіональних програмах збереження культурної спадщини: досвід і перспективи // Архіви України. — 2008. — № 1–2. — С. 150—157.
- Папакін Г. Історія державних установ України: предмет, об'єкт та специфіка наукової та навчальної дисципліни // Бібліотекознавство. Документознавство. Інформологія. — 2008. — № 2. — С. 67–75.
- Папакін Г. Павло Скоропадський: перші роки еміграції // Український історичний журнал. — 2008. — № 4. — С. 81–95.
- Папакін Г. Українська народна громада і Павло Скоропадський навесні 1918 р. // Наукові записки Інституту політичних та етнонаціональних досліджень імені І. Ф. Кураса НАН України. — К, 2008. — Вип. 39. — С. 129—150.
- Папакін Г. Архівні документи про «чорні дошки» як знаряддя радянського геноциду в Україні в 1932—1933 роках // Архіви України. — 2008. — № 3–4. — С. 14–28.
- Папакін Г. Джерельна та історіографічна база дослідження історії державних установ України // Архіви України. — 2008. — № 5–6. — С. 67–81.
- Папакін Г. Механізм сталінського геноциду в 1932—1933 роках в Україні // Пам'ять століть. — 2008. — № 5/6. — С. 236—261.
- Papakin H. «Blacklists» as a tool of the Soviet Genocide in Ukraine // Holodomor studies. — Vol. 1, No. 1. — Winter-Spring 2009. — P. 55–75.
- Папакін Г. Сучасний стан законодавчо-нормативного забезпечення архівування документів: погляд архівіста // Бібліотекознавство. Документознавство. Інформологія. — 2009. — № 4. — С. 7–16.
- Папакін Г. Сучасна археографія: виклики інформаційної ери та російська/радянська традиція (роздуми з приводу книги В. П. Козлова «Основы теоретической и практической археографии», М., 2008) // Ейдос: альманах теорії і практики історичної науки. — Вип. 4. — К., 2009. — С. 553—568.
- Папакін Г. Джерела для дослідження російських органів управління Східною Галичиною та Північною Буковиною під час Першої світової війни (спроба огляду за довідковими виданнями) // Спеціальні історичні дисципліни: питання теорії та методики. Збірка наукових праць. — К.: НАН України, Інститут історії України, 2009. — Число 16. — С. 64–76.
- Папакін Г. В. Використання історичних джерел в археографічних публікаціях: суспільні виклики та наукові проблеми (роздуми архівознавця) // Український історичний журнал. — 2009. — № 6. — С. 135—146.
- Папакін Г. В. До питання про законодавчо-нормативне забезпечення архівування документів // Сумський історико-архівний журнал. — 2009. — № VI—VII. — С. 7–16.
- Папакін Г. В. Сучасна українська Інтернет-археографія: основні форми та джерела електронних публікацій // Український історичний журнал. — 2010. — № 5. — С. 153—166.
- Папакін Г. Український визвольний рух за  Другої світової війни: специфіка джерельної бази // Сумський історико-архівний журнал. — 2010. — № VIII–IX. — С. 7–16.
- Папакін Г. «Герменевтика джерелознавча» (архівна та археографічна): до формулювання проблеми // Ейдос. Альманах теорії та історії історичної науки. — Вип. 5. — К., 2010/2011. — С. 368—380.
- Папакін Г. Джерельна база дослідження українського визвольного руху 1939—1956: специфічні особливості та стан оприлюднення // Спеціальні історичні дисципліни: питання теорії та методики. Збірка наукових праць / Відп. ред. Г. В. Боряк; Упорядник В. В. Томазов. НАН України. Інститут історії України. — К.: Інститут історії України, 2011. — Число 19. — С 103—116.
- Папакін Г. Особливості герменевтичного аналізу джерел з історії ОУН і УПА // Сумський історико-архівний журнал. — № XII—XIII. — 2011. — С. 7–19.
- Папакін Г. Тростянець: націокультурний простір родини Скоропадських // Ейдос. Альманах теорії та історії історичної науки / Гол. ред. В. Смолій; Відп. ред. І. Колесник. НАН України. Інститут історії України. — Вип. 6. — К.: Інститут історії України, 2011/2012. — С. 288—300.
- Папакін Г. Проблемні питання джерелознавчого аналізу документальної спадщини радянського репресивно-карального апарату 1920–1930-х років (з приводу книги: Подкур Р., Ченцов В. Документи органов государственной безопасности УССР 1920–1930-х годов: источниковедческий анализ (Тернополь: Збруч, 2010)) // Український історичний журнал — 2012. — № 1. — С. 183—200.
- Папакін Г. Джерела з історії ОУН та УПА: проблеми класифікації, зміст документів повстанського походження // Український історичний журнал. — 2012. — № 4. — С. 154—171.
- Папакін Г. Електронна археографія: новітній напрям старої науки, її складові та стан дослідження // Бібліотекознавство. Документознавство. Інформологія. — 2012. — № 2. — С. 25–34.
- Папакін Г. Сучасна електронна археографія: Предмет, специфіка, стан дослідження // Спеціальні історичні дисципліни: питання теорії та методики. Збірка наукових праць / Відп. ред. Г. В. Боряк. НАН України. Інститут історії України. — К.: Інститут історії України, 2013. — Число 21. — С. 45–60.
- Боряк Г., Папакін Г. Відкриті енциклопедичні гуманітарні ресурси в Інтернеті: сучасний стан і проблема функціонування // Спеціальні історичні дисципліни: питання теорії та методики. Збірка наукових праць / Відп. ред. Г. В. Боряк. НАН України. Інститут історії України. — К.: Інститут історії України, 2013. — Число 21. — С. 73–92.
- Папакін Г. До проблеми змістовного наповнення навчальної підготовки документознавців // Бібліотекознавство. Документознавство. Інформологія. — 2013. — № 2. — С. 4–8.
- Папакін Г. Перша світова війна у рефлексії Павла Скоропадського // Український історичний журнал. — 2013. — № 3. — С. 80–97.
- Папакін Г. Неопубліковані сталінські директиви листопада 1932 р.: Кремль і «чорна дошка» // Український історичний журнал. — 2013. — № 6. — С. 45–57.
- Папакін Г. Особливості соціально-політичних комунікацій тоталітарного суспільства (на прикладі радянського режиму 1930-1940-х років) // Бібліотекознавство. Документознавство. Інформологія. — 2013. — № 4. — С. 45–52.
- Папакін Г. Джерела з історії ОУН та УПА радянського походження: схема класифікації, змістова сторона. // Український історичний журнал. — 2014. — № 5. — С. 174—190.
- Папакін Г. Досвід електронної публікації історичних джерел в США та Західній Європі: короткий огляд (1971—2010) // Спеціальні історичні дисципліни: питання теорії та методики. Електронні інформаційні ресурси. Зб. наук. праць / Відп. ред. Г. В. Боряк. — К., НАН України, Інститут історії України, 2015. — Ч. 25. — С. 77–90.